# サンタンジェロ・イン・リッツォーラ
サンタンジェロ・イン・リッツォーラ（イタリア語: Sant'Angelo in Lizzola）は、イタリア共和国マルケ州ペーザロ・エ・ウルビーノ県ヴァッレフォリア (it:Vallefoglia) に属する分離集落（フラツィオーネ）。
かつては独立した自治体（コムーネ）であったが、2014年にコルボルドロと合併し、新自治体の一部となった。

## 地理

### 位置・広がり
サンタンジェロ・イン・リッツォーラは、ペーザロから南西へ13km、ウルビーノから北東へ17kmの距離にある。
独立したコムーネの時期には、 Montecchio といった分離集落を含んでいた。コムーネは27.43km2 の面積があり、中心地区の標高は280m、最低地点は45m、最高地点は312mであった。2014年1月時点のコムーネ人口は8890人。

#### 隣接コムーネ
隣接していたコムーネは以下の通り。
- コルボルドロ
- モンテチッカルド
- モンテグリドルフォ (RN)
- モンテラッバーテ
- ペーザロ
- タヴッリア